# Cara (álbum de Christian)
Cara es un álbum del cantautor italiano Christian publicado en el año 1984.
Fue grabado bajo el sello discográfico Philips y distribuido por Polygram.
La producción musical estuvo a cargo de Mario Balducci y Pinuccio Pirazzoli. Los arreglos musicales fueron realizados por Pinuccio Pirazzoli, Ninni Carucci y Natale Massara.
Este álbum incluía la canción "Cara", con la que Christian participó en el Festival de la Canción de San Remo de 1984 obteniendo el tercer lugar.
En 1985 la discográfica Phillips, lanzó el LP en Argentina incluyendo una versión inédita de "Cara" en Español.

## Lista de canciones
Cara A
1. Cara
2. Per Lei
3. Aspettami
4. Proibito
5. L'ultima donna vera

Cara B
1. Amante mia
2. S.O.S.
3. Un giorno in più
4. Innamorarmi ancora
5. Amore mio